# Inlandssnårskrika
Inlandssnårskrika (Aphelocoma woodhouseii) är en amerikansk fågel i tättingfamiljen kråkfåglar med omdiskuterad artstatus.

## Kännetecken

### Utseende
Inlandssnårskrika är en liten (28–30 cm) kråkfågel med lång stjärt och utan tofs i blått, grått och vitt. Likt alla snårskrikor har den blå ovansida, grå mantel, mörk kind, ljus undersida och ett blått halsband. Jämfört med mycket närbesläktade arten västlig snårskrika (A. californica) är den inte lika bjärt blå, med tunnare näbb, gråare undersida och svagare halsband.

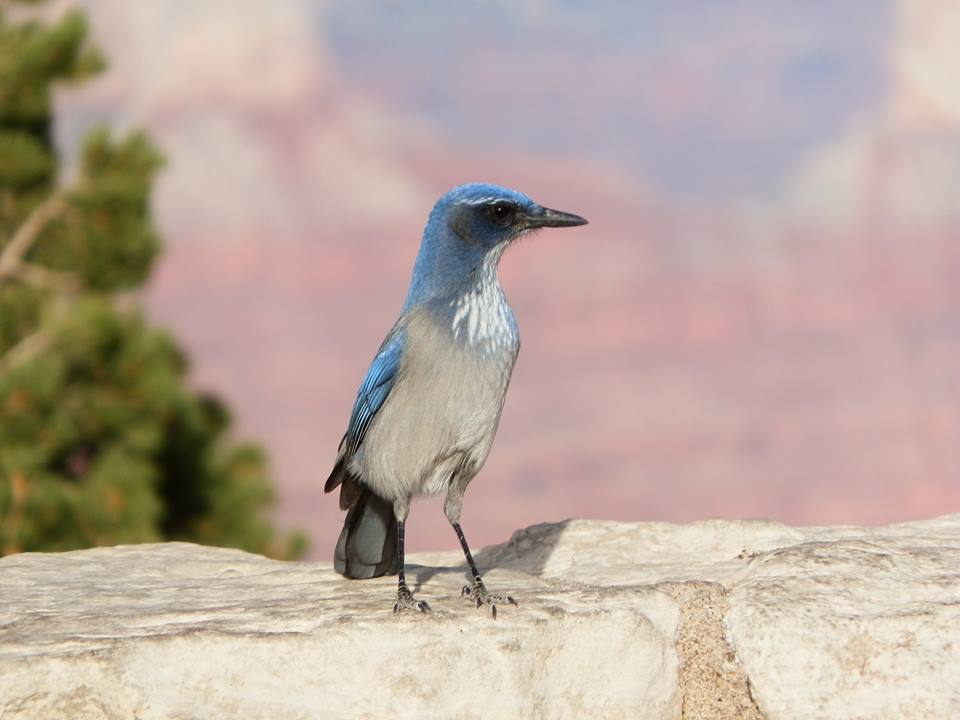
Fågel vid nationalparken Grand Canyon.

Populationen i centrala Mexiko är mörkare och mer kontrasterande än nordligare fåglar.

### Läten
Vanligaste lätet är ett hård, skränigt och stigande "shreeeeenk", men även snabba serier med "wenk wenk wenk..." hörs. Jämfört med västlig snårskrika är den senares läten ljusare och klarare.

## Utbredning och systematik
Inlandssnårskrika delas in i sju underarter med följande utbredning:
- woodhousei-gruppen
  - Aphelocoma woodhouseii nevadae (inklusive suttoni[5]) – sydöstra Oregon till Arizona och New Mexico (västra och sydvästra USA:s inland)
  - Aphelocoma woodhouseii woodhouseii – västcentrala USA till norra Mexiko
  - Aphelocoma woodhouseii texana – Edwardsplatån i västcentrala Texas
  - Aphelocoma woodhouseii grisea – nordvästra Mexiko (östra sluttningarna av Sierra Madre Occidental)
  - Aphelocoma woodhouseii cyanotis – östra centrala Mexiko
- sumichrasti-gruppen 
  - Aphelocoma woodhouseii sumichrasti – södra Mexiko
  - Aphelocoma woodhouseii remota – sydvästra Mexiko

Tidigare betraktades den som samma art som västlig snårskrika (A. californica) och vissa gör det fortfarande, bland annat internationella naturvårdsunionen IUCN. Underartsgruppen sumichrasti har även den föreslagits utgöra en egen art, grundat på skillnader i utseende, genetik och häckningsbeteende.

## Levnadssätt
Inlandssnårskrikan hittas i skogslandskap med ek, tall och en, där den vanligen ses i smågrupper. Arten är påtagligt mer tillbakadragen än västlig snårskrika. Fåglar i södra Mexiko (sumichrasti-gruppen, se ovan) häckar kooperativt, där andra individer än föräldrarna hjälper till att försvara reviret och mata ungarna.

## Status
Internationella naturvårdsunionen IUCN behandlar inlandssnårskrikan som en del av västlig snårskrika och bedömer därför inte dess hotstatus separat.

## Namn
Fågelns vetenskapliga artnamn hedrar Dr Samuel Washington Woodhouse (1821-1904), kirurg i US Army 1849-1862 men också upptäcktsresande och naturforskare i USA och Centralamerika.